# Yevgeniya Zinurova
Ievguenia Grigorievna Zinourova (russe : Евгения Григорьевна Зинурова, née le 16 novembre 1982 à Zlatooust dans l'oblast de Tcheliabinsk en URSS, est une athlète russe, spécialiste du demi-fond.

## Carrière
Elle remporte son premier titre international majeur en début de saison 2011 à l'occasion des Championnats d'Europe en salle de Paris-Bercy où elle s'impose dans l'épreuve du 800 mètres dans le temps de 2 min 00 s 19, devant la Britannique Jennifer Meadows et sa compatriote Yuliya Rusanova.
En juillet 2012, elle est suspendue pour deux ans sur la base de son passeport biologique (valeurs anormales des profils sanguin) et son titre européen lui est retiré. La date du début de la suspension de Zinourova a été fixée au 13 septembre 2011.

### Palmarès
| Date | Compétition                    | Lieu  | Résultat | Performance   |
| ---- | ------------------------------ | ----- | -------- | ------------- |
| 2010 | Championnats du monde en salle | Doha  | DSQ      | 2 min 01 s 68 |
| 2011 | Championnats d'Europe en salle | Paris | DSQ      | 2 min 00 s 19 |

Championnat de Russie d'athlétisme
- 2008 : vainqueur du 800 m.

### Records
| Épreuve       | Performance   | Lieu   | Date            |
| ------------- | ------------- | ------ | --------------- |
| 800 m         | 1 min 58 s 04 | Kazan  | 17 juillet 2008 |
| 800 m (salle) | 1 min 58 s 65 | Moscou | 14 février 2010 |